# Luis Bacalov
Luis Enríquez Bacalov (ur. 30 sierpnia 1933 w Buenos Aires, zm. 15 listopada 2017 w Rzymie) – argentyński kompozytor muzyki filmowej do wielu filmów włoskich, pianista i aranżer.

## Życiorys
Rozpoczął muzyczną edukację w wieku pięciu lat pod kierunkiem Enrique Baremboima a kontynuował (jako studia) pod kierunkiem Berty Sujovolsky. Jako młody człowiek rozpoczął występy muzyczne. Grał jako solista i w duecie ze skrzypkiem Alberto Lisy. Prowadził badania muzyki ludowej w poszczególnych krajach Ameryki Łacińskiej, współpracując na tym polu z kolumbijskim radiem i telewizją.
Pod koniec lat 50. XX w. przyjechał do Włoch stając się aktywnym kompozytorem muzyki filmowej. Współpracował z takimi reżyserami jak: Alberto Lattuada, Damiano Damiani, Ettore Scola, Lina Wertmüller, Walerian Borowczyk, Pier Paolo Pasolini, Federico Fellini.
W latach 60. zaznaczył swoją obecność na polu włoskiej muzyki pop komponując i aranżując piosenki dla takich wykonawców jak: Gianni Morandi, Sergio Endrigo czy Rita Pavone.
Jego największym osiągnięciem stała się ścieżka dźwiękowa do filmu Listonosz w reżyserii Michaela Radforda, za którą w 1995 otrzymał Oscara i nagrodę BAFTA.
Był również aktywnym dyrygentem i pianistą, występował w rozgłośniach telewizyjnych i radiowych oraz koncertował w Europie, Stanach Zjednoczonych i Ameryce Łacińskiej. Obok repertuaru tradycyjnego i współczesnego wykonywał utwory kompozytorów latynoamerykańskich, w tym własne.